# Vozilići
Vozilići är en ort i Kroatien.   Den ligger i länet Istrien, i den västra delen av landet, 160 km sydväst om huvudstaden Zagreb. Vozilići ligger 81 meter över havet och antalet invånare är 248.
Terrängen runt Vozilići är varierad. Havet är nära Vozilići åt sydost.  Närmaste större samhälle är Labin, 7,7 km sydväst om Vozilići. I omgivningarna runt Vozilići växer i huvudsak blandskog.